# Liu Guandao
Liu Guandao (chinois simplifié : 刘贯道 ; chinois traditionnel : 劉貫道 ; pinyin : liú guàndào) est un peintre chinois Han, né à Zhongshan (chinois : 中山, devenu aujourd'hui Dingzhou, dans la province de Hebei), sous dynastie Yuan.
Il a peint, généralement sur rouleau de soie des paysages (shanshui) de Li Cheng et de Guo Xi, ainsi que des personnages taoïste et bouddhistes.
Il pratique les techniques des Song, des Tang et des Jin.
Il a réalisé notamment une peinture  d'une partie de chasse de la cour impériale de Kublai Khan.

## Œuvres
- 《消夏图》
- 《元世祖出猎图》

## Galerie

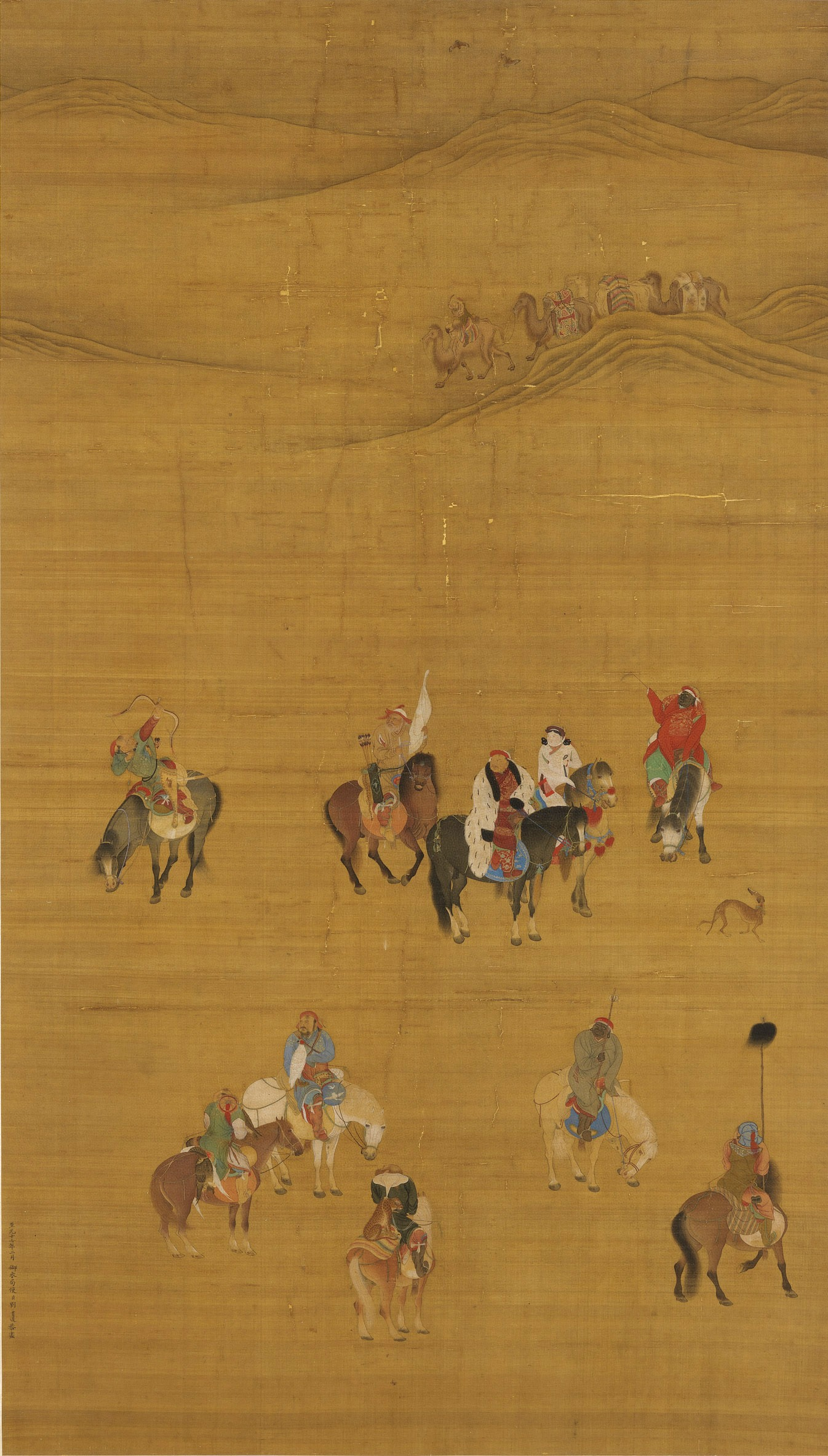
《元世祖出猎图》Rouleau de campagne de chasse de la dynastie Yuan (1280)